# 홍콩 경제무역대표부 서울 사무소
홍콩 경제무역대표부 서울 사무소(중국어: 香港經濟貿易辦事處首爾辦公室, 영어: Hong Kong Economic and Trade Office's Consultant Office in Seoul)는 중화인민공화국 홍콩 특별행정구 정부가 대한민국 서울특별시에 설치한 홍콩 경제무역대표부 사무소이다. 2003년 3월에 설립되었으며 서울특별시 종로구에 위치한다. 대한민국에서 홍콩 특별행정구 정부를 대표하는 기구이며 주도쿄 홍콩 경제무역대표부 산하 자문 사무소이기도 하다.
사무소는 홍콩과의 양자 무역 및 투자를 촉진하고 비즈니스 공동체 및 홍보 기관에 홍콩의 중요한 발전 사항을 알린다. 또한 관련 국가의 조직과 공식 방문, 세미나 및 연락 이벤트를 조직하고 홍콩 및 중국 대륙에서 비즈니스 기회를 찾는 이들 국가의 투자자를 지원하는 허브 역할을 한다. 사무소는 경제, 무역, 투자, 관광 및 문화 교류와 같은 다양한 분야에서 대한민국과 홍콩 간의 상호 협력을 촉진한다. 또한 대한민국 기업이 홍콩에 투자하고 비즈니스를 수행하는 데 도움을 준다. 2010년대에 들어서면서 홍콩과 대한민국 간의 무역이 증가함에 따라 홍콩 입법회는 2018년 7월 17일에 열린 공상사무위원회 회의에서 대한민국 서울에 홍콩 경제무역대표부를 설립할 것을 홍콩 특별행정구 정부에 건의했다.

## 같이 보기
- 홍콩 경제무역대표부
- 주홍콩 대한민국 총영사관